# Trichaphodius incisus
Trichaphodius incisus är en skalbaggsart som beskrevs av Rudolph Petrovitz 1969. Trichaphodius incisus ingår i släktet Trichaphodius och familjen Aphodiidae. Inga underarter finns listade i Catalogue of Life.